# Capul lui Hristos
Capul lui Hristos (în engleză Head of Christ), numit și Capul Sallman, este un portret din 1940 al lui Isus din Nazaret, realizat de artistul american Warner Sallman. Fiind o piesă de artă liturgică populară creștină de mare succes, pictura a fost reprodusă de peste o jumătate de miliard de ori în întreaga lume până la sfârșitul secolului al XX-lea. Despre pictură se spune că „a devenit baza pentru vizualizarea lui Isus” pentru „sute de milioane” de oameni.
Este o pictură în ulei cu dimensiunile 66 × 40 cm. Se găsește la Universitatea Anderson (Statele Unite ale Americii).